# Scenedra
Genre
Scenedra est un genre d'insectes lépidoptères de la famille des Pyralidae que l'on trouve en Australie.

## Liste d'espèces
Selon Catalogue of Life (21 juillet 2020) :
- Scenedra decoratalis Walker, (1866)
- Scenedra flavibasalis Hampson, 1906
- Scenedra orthotis Meyrick, 1894

## Publication originale
- (en) Edward Meyrick, « On the classification of Australian Pyralidina », Transactions of the Royal Entomological Society of London, Royal Entomological Society, vol. 32,‎ 1884, p. 61–80 (ISSN 0035-8894 et 2056-5259, OCLC 1125695995, DOI 10.1111/J.1365-2311.1884.TB01598.X, lire en ligne).